# Hạch trên của thần kinh lang thang
Hạch trên của thần kinh lang thang (hay hạch cảnh) là một hạch cảm giác của hệ thần kinh ngoại biên. Nó nằm trong lỗ tĩnh mach cảnh, nơi thần kinh lang thang thoát ra khỏi hộp sọ. Hạch trên nhỏ hơn hạch dưới.

## Cấu trúc
Các neuron trong hạch trên của thần kinh lang thang là neuron một cực giả (neuron hình chữ T, pseudounipolar neuron) và chi phối cảm giác (sợi hướng tâm chung của hệ thần kinh thân thể) thông qua nhánh màng não và nhánh tai. Sợi trục của neuron này tạo synase trong nhân tủy sinh ba của não.

## Chức năng

### Nhánh tai của thần kinh lang thang
Hạch trên có chứa các tế bào thần kinh chi phối loa tai của tai ngoài, mặt sau của ống tai ngoài và mặt sau màng nhĩ nhờ nhánh tai của thần kinh lang thang.

### Nhánh màng não của thần kinh lang thang
Hạch trên còn có neuron chi phối màng cứng nằm dọc theo hố sọ sau thông qua nhánh màng não của thần kinh lang thang.

## Phát triển

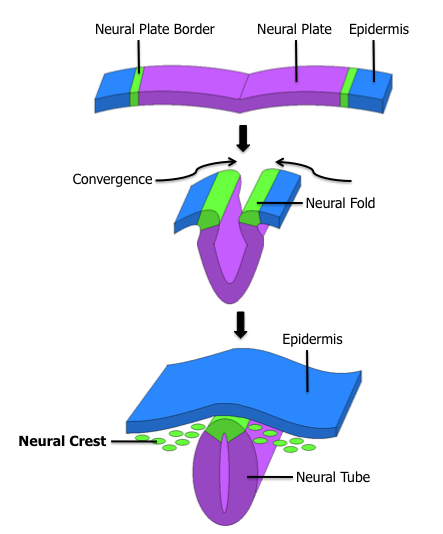
Sự phát triển phôi hệ thần kinh. Các mào thần kinh có thể được nhìn thấy trong màu xanh lá cây nhạt.

Neuron trong hạch trên của thần kinh lang thang có nguồn gốc từ mào thần kinh.

## Ý nghĩa lâm sàng

#### Đau thần kinh lang thang
Đau ở tai ngoài (đau tai), trong một số trường hợp hiếm gặp, có thể là do đau thần kinh lang thang vì  mạch máu của thần kinh lang thang bị chèn ép (thường là do động mạch tiểu não sau).